# Bruno Peyron
Bruno Peyron (Angers, 10 de novembro de 1955) é um velejador francês que ganhou o Troféu Júlio Verne por três vezes em 1993, 2002 e 2005.
Bruno Peyron é o primogénito de uma família de três irmãos, todos belíssimos navegadores, mas foi o seu irmão Loïck Peyron que bateu o recorde do Troféu Júlio Verne em 45 dias, 13 horas e 55 minutos, a 6 de janeiro de 2012. O irmão mais novo dedica-se mais à prancha à vela.
Os três irmãos foram laureados em 1987 com o Prémio Henri Deutsch de la Meurthe da Academia dos Desportos (francesa) .

## Os recordes
Do seu ativo fazem parte recordes entre os quais o recorde da travessia do Atlântico Norte à vela em solitário (1992), Trophée Jules-Verne (1993). Durante a travessia  Nova Iorque-Cabo Lizard feita à velocidade média de 27 nós bate o recorde da distância percorrida em 24 horas com 766,8 milhas, ou seja 31,95 nós de média .

## O organizador
Grande adepto das provas à volta do mundo à vela, é o organizador da The Race, uma corrida à volta do mundo à vela sem limitação de jauge  cuja primeira edição se lança a 31 de dezembro de 2001!

## O escritor
Como escritor editou:
- Bruno Peyron, Tour du monde à la voile en quatre-vingts jours :le récit d'une victoire, Hachette-Carrère, 1993 (ISBN 978-2-01-021369-4)
- Bruno Peyron, Le tour du monde en 80 jours raconté aux enfants, Hachette Jeunesse, 1993 (ISBN 978-2-01-021370-0)
- Bruno Peyron et Daniel Gilles, Voile: passion et mode d'emploi, Brest, Hachette Pratique, 24 octobre 2001, 229 p. (ISBN 978-2-01-236661-9)
- Bruno Peyron et Marc Samson, The race : la course du millénaire, Solar, 2001 (ISBN 978-2-263-03146-5)